# Кума (приток Конды)
Кума — река в Ханты-Мансийском автономном округе России. Длина — 530 км, площадь водосборного бассейна — 7750 км².

## География и гидрология
Исток — Куминское болото (на высоте 85 м) юго-западнее посёлка городского типа Междуреченский. Протекает по заболоченной низине, делая большие петли. Питание смешанное, с преобладанием снегового, половодье с мая по октябрь. Является притоком реки Конды, впадает в неё в 394 км от устья по правому берегу, восточнее посёлка Междуреченский, в 4 км к северо-западу от заброшенного села Новый Катыш.
Среднегодовой расход воды в районе посёлка Куминский (444 км от устья) составляет 4,88 м³/с.
| Средний расход воды (м³/с) реки Кума по месяцам с 1971 по 1979 гг. (замеры производились на гидрологическом посту в районе посёлка Куминский в 444 км от устья) |

## Притоки
(расстояние от устья)
- 53 км: Мортка (лв)
- 112 км: Лаут (лв)
- 160 км: Ландина
- 273 км: Перетасок
- 343 км: Ахья
- 418 км: Куминский
- 426 км: Малая Кума
- 430 км: Курухтал
- 453 км: Путик
- 454 км: Майоровка
- 498 км: Салпья
- 508 км: Татарка

## Данные водного реестра
По данным государственного водного реестра России относится к Иртышскому бассейновому округу, водохозяйственный участок реки — Конда, речной подбассейн реки — Конда. Речной бассейн реки — Иртыш.
Код объекта в государственном водном реестре — 14010600112115300017280.